# Миндра (річка)
Миндра — річка в Україні, у Сторожинецькому районі Чернівецької області, права притока Малого Серету (басейн Дунаю).

## Опис
Довжина річки приблизно 3 км. Формується з декількох безіменних струмків та 2 водойм.

## Розташування
Бере початок на північному заході від села Чудей. Тече переважно на північний схід і на південному заході від Череш впадає у річку Малий Серет, праву притоку Серету.